# Diogo Álvares Pereira
Diogo Álvares Pereira (c. 1350 – Batalha de Aljubarrota, 14 de agosto de 1385) foi um nobre e cavaleiro medieval do Reino de Portugal.

## Biografia
Diogo Álvares Pereira era filho sacrílego secundogénito de D. Álvaro Gonçalves Pereira e de Marinha Gonçalves, meio-irmão mais novo de Rodrigo Álvares Pereira, irmão mais novo de D. Frei Pedro Álvares Pereira, e meio-irmão mais velho de Fernão Álvares Pereira e de D. Nuno Álvares Pereira.
Foi Comendador da Ordem de Santiago.
Foi 1.° Senhor do Morgado de Vilharigues, Vínculo instituído com Confirmação Real de 6 de Outubro de 1347, por doação de Gomes Martins de Monte, Vassalo de D. Pedro I de Portugal, da sua Quintã de Vilharigues, que tinha comprado a Vasco Martins da Fonseca e sua mulher Margarida Gomes.
Foi como militar que participou na Batalha de Aljubarrota travada ao final da tarde de 14 de Agosto de 1385 entre tropas portuguesas com aliados ingleses, comandadas por D. João I de Portugal e o seu condestável D. Nuno Álvares Pereira, irmão de D. Diogo Álvares Pereira e o exército castelhano e seus aliados liderados por D. Juan I de Castela. Combateu nas hostes da Coroa de Castela, tendo morrido em consequência deste combate.
Casou com Mécia de Resende, filha natural de Fernão Vasques de Resende e neta paterna de Gil Vasques de Resende e de sua mulher Branca Dias Pacheco.
Casou com Isabel Sarmento (1365 -?) de quem teve: 
1. D. João Pereira Sarmento (1385 -?), casado com Maria Vasques de Sampaio.